# Narycia astrella
Narycia astrella is een vlinder uit de familie zakjesdragers (Psychidae). De wetenschappelijke naam van deze soort werd voor het eerst geldig gepubliceerd in 1851 door Herrich-Schäffer als Tinea astrella.
De soort komt voor in Europa.